# Walter Griphan
Walter Griphan (* 2. Juli 1893 in Gremmelin, Mecklenburg; † 3. März 1947 in Dachau) war ein deutscher Beamter der Schutzpolizei zur Zeit des Nationalsozialismus und SS-Führer, zuletzt im Rang eines SS-Brigadeführers und Generalmajors der Polizei.

## Leben
Griphan, Sohn eines Lehrers, schloss seine Schullaufbahn am Realgymnasium der Großen Stadtschule in Rostock im September 1912 mit der Reifeprüfung ab. Danach absolvierte er ein Praktikum bei den Siemens-Schuckertwerken in Charlottenburg und studierte ab Oktober 1913 Elektrotechnik und Maschinenbau an der technischen Hochschule Charlottenburg. Bei Ausbruch des Ersten Weltkrieges brach er das Studium ab und nahm ab August 1914 als Kriegsfreiwilliger mit dem Füsilier-Regiment "Kaiser Wilhelm" Nr. 90 am Kriegsgeschehen teil. Er war u. a. als Zug- und Kompanieführer, Bataillonsadjutant sowie  Regimentsnachrichtenoffizier eingesetzt und schied nach Kriegsende Mitte Februar 1919 im Rang eines Leutnants aus der Armee aus. Danach trat er in die Reichswehr ein. Er begann nebenbei ein Studium der Staatswissenschaften an der Universität Rostock und trat im Juli 1919 in den Dienst der Schutzpolizei Hamburg ein, wo er von 1920 bis 1924 berufsbegleitend sein Studium an der Universität Hamburg im Fach Rechts- und Staatswissenschaft fortsetzte. Griphan, der im Oberstleutnant der Schutzpolizei
Zum 1. Januar 1933 trat Griphan der NSDAP bei (Mitgliedsnummer 1.443.628) und war ab diesem Zeitpunkt Pressewart der lokalen NSDAP-Ortsgruppe Polizeioffiziere. Da er ab Februar 1923 knapp ein Jahr einer Loge angehört hatte, wurde ihm im April 1936 durch das NSDAP-Kreisgericht Altona die Ausübung von Parteiämtern untersagt. Dieses Urteil wurde nach einer Amnestie im Februar 1939 wieder aufgehoben. Nach dem Anschluss Österreichs im April 1938 von Hamburg nach Wien versetzt, wo er den Stab des Kommandos der Schutzpolizei in Wien leitete. In gleicher Funktion kehrte er nach Beginn des Zweiten Weltkrieges 1940 nach Hamburg zurück. Im Juni 1940 wurde er Mitglied der SS (SS-Nummer 354.169).
| Griphans SS- und Polizeiränge | Griphans SS- und Polizeiränge                 |
| Datum                         | Rang                                          |
| ----------------------------- | --------------------------------------------- |
| Februar 1932                  | Polizei-Major                                 |
| Februar 1937                  | Oberstleutnant der Schutzpolizei              |
| August 1940                   | Oberst der Schutzpolizei                      |
| November 1940                 | SS-Standartenführer                           |
| November 1943                 | SS-Oberführer                                 |
| April 1944                    | SS-Brigadeführer und Generalmajor der Polizei |

Im Frühjahr 1941 wechselte er nach Dresden und von dort umgehend nach Lublin, wo er als Kommandeur der Ordnungspolizei eingesetzt war. In Personalunion leitete er das Polizeiregiment Lublin. Griphan gab den Befehl aufgegriffene Juden „an Ort und Stelle“ zu liquidieren und nicht an das Sondergericht in Lublin zu überweisen.
Von November 1941 bis Anfang Mai 1942 leitete er den Stab beim Befehlshaber der Ordnungspolizei (BdS) im Reichskommissariat Ostland. Anschließend war er Kommandeur der Schutzpolizei in Hamburg und ab Ende August 1942 für zwei Wochen in gleicher Funktion in Frankfurt am Main. Von September 1943 bis zum April 1945 war er zunächst Inspekteur und ab Dezember 1943 Befehlshaber der Ordnungspolizei Bayern-Nord beim Höheren SS- und Polizeiführer Main im Wehrkreis XIII mit Dienstsitz Nürnberg. Nach Kriegsende befand er sich in amerikanischen Gewahrsam und verübte im März 1947 Suizid im Internierungslager Dachau.